# 1986 XR5
1986 XR5 är en asteroid i huvudbältet som upptäcktes den 5 december 1986 av Oak Ridge-observatoriet.
Asteroiden har en diameter på ungefär 8 kilometer.